# Waneli
Waneli (ros. Uanieł) – wieś w Osetii Południowej, w regionie Dżawa. W 2015 roku liczyła 41 mieszkańców.